# گورگن موسسیان
گورگن موسسیان (ارمنی: Գուրգէն Մովսիսեան; زاده ۱۹۴۲ - درگذشته ۲۰۱۴) موسیقی‌دان ایرانی ارمنی‌تبار بود که رهبری گروه کر ارکستر سمفونیک تهران را برعهده داشت.
پس از تأسیس تالار وحدت (رودکی) و بخش اپرای تالار به عنوان خوانندهٔ گروه کر و پس از آن دستیار رهبر گروه به کار پرداخت. وی پس از انقلاب اسلامی نزدیک به ۲۰ سال گروه کر ارکستر سمفونیک تهران را رهبری و در هنرستان موسیقی دختران و پسران تدریس کرد. رهبری گروه کر «سوان» از دیگر فعالیت‌های موسسیان بود که به گفتهٔ هنرمندان کر ایران، در دوران او یکی از حرفه‌ای‌ترین گروه‌های کر تشکیل شده بود. گورگن موسسیان که در اواخر عمر در ایالات متحده آمریکا زندگی می‌کرد و در سرانجام به‌دلیل نارسایی کبد در همان‌جا درگذشت.

## ابتدای زندگی و خانواده
گورگن موسسیان در یک خانواده ارمنی در سال ۱۹۴۲ میلادی (۱۳۲۱ خورشیدی) در شهر همدان متولد شد.
خانواده مادری وی اهل موسیقی بود. دایی بزرگش در ارمنستان از اعضای مؤسس گروه انسامبل فولکلور دولتی و دایی دیگرش، خاژاک آودیسیان خواننده باریتون بوده‌است و دیگر دایی اش که در ایران مستقر بوده به نام مارتیک آودیسیان، سال‌های متمادی رهبری گروه کر کلیسای سرکیس مقدس را بر عهده داشت.

## تحصیلات و تدریس
از کودکی به یادگیری ویلن نزد مارتیک آودیسیان و سپس نزد لودویگ بازیل پرداخت. و سپس به عنوان معلم موسیقی در مدارس ارامنه مشغول به کار شد.
وی سپس در سال ۱۹۷۵ (۱۳۵۴) به دریافت بورس تحصیلی نائل گشت و عازم اتریش شد. در آکادمی موسیقی وین، در رشتهٔ رهبری گروه کر فارغ‌التحصیل شد.

## فعالیت‌ها
او در تهران زمان تأسیس تالار رودکی (وحدت) و با تشکیل گروه اپرا فعالیت هنری خود را به عنوان خواننده باریتون آغاز کرد و سپس به عنوان دستیار رهبر وقت خارجی وینچنتسه جانینی به دلیل استعداد فراوان و علاقه بسیار مشغول به کار شد.
گورگن موسسیان همچنین مؤسس چند گروه کر بود.
بعد از پیروزی انقلاب به کشور بازگشت و شروع به فعالیت در زمینهٔ موسیقی نمود.
(پس از پیروزی انقلاب اسلامی، وی برای خدمت به دنیای موسیقی به میهن خود بازگشت، در این ایام گروه کر ارکستر سمفونیک تهران با ادغام منتخب اعضای سه گروه کر ارکستر سمفونیک، گروه کر ملی و گروه کر اپرا شکل گرفت که رهبری آن را موسسیان بر عهده گرفت و از آن سال به بعد گروه کر ارکستر سمفونیک توانست با نفسی تازه و بسیار حرفه ای و اجراهای فاخر نقش مهمی را در مناسبت‌های فرهنگی، هنری و رویدادهای اجتماعی-سیاسی ایفا کند و گروه کر توانست در اجرای سمفونی خود کار سعید شریفیان با همکاری گروه کر کشور رومانی و با رهبری استاد چکناواریان اعتبار دیگری را برای خود رقم بزند.)
وی پس از انقلاب اسلامی نزدیک به ۲۰ سال گروه کر ارکستر سمفونیک تهران را رهبری و در هنرستان موسیقی دختران و پسران تدریس کرد.
وی همچنین در سال ۱۹۸۳ (۱۳۶۲)، در باشگاه فرهنگی آرارات گروه کر بزرگسالان سِوان را تشکیل داد و به مدت ۱۳ سال این گروه فعالیت هنری خود را ادامه داد. به گفتهٔ هنرمندان کر ایران، در دوران او یکی از حرفه‌ای‌ترین گروه‌های کر تشکیل شده بود.
وی رهبری گروه کرهای تالار وحدت و صدا و سیمای را برعهده داشت.
در سال ۱۳۷۲ (۱۹۹۳) به دعوت وزیر فرهنگ جمهوری ارمنستان گروه کر ارکستر سمفونیک تهران به رهبری گورگن موسسیان و با حضور تک خوان‌هایی همچون حسین سرشار برای شرکت در جشنواره بین‌المللی گروه‌های کر ارمنستان عازم آنجا می‌شود. با اجرای برنامه‌هایی از آهنگ‌های کلاسیک و همچنین کارهای فاخری از آهنگسازان ایرانی و فولکلور مورد توجه قرار می‌گیرند.

## شاگردان
لوریس هویان، رهبر کر دفتر موسیقی نیز مدتی شاگرد موسسیان بوده‌است.

## سفر تحقیقاتی
گورگن موسسیان در سال ۲۰۰۵ (۱۳۸۴) برای تحقیق در مورد نحوه کار و اجرای گروه‌های کر ایالات متحده آمریکا عازم آن کشور شد و سال‌های متمادی در آن‌جا با تشکیل گروه کر ارامنه و دیگر ایرانیان، کنسرت‌هایی از آهنگسازان کلاسیک ایرانی و خارجی اجرا کردند.

## درگذشت
موسسیان به علت بیماری در ایالات متحده آمریکا ماندگار شد. شامگاه ۲۰۱۴ (۱۷ آبان ۱۳۹۳) به‌دلیل نارسایی کبد در سن ۷۰ سالگی در لس‌آنجلس، کالیفرنیا درگذشت.
لوریس هویان، در این‌باره توضیح داد:
«گورگن موسسیان که در آمریکا زندگی می‌کرد، حدود دو هفته در بخش CCU بستری بود و پس از چهار روز اعلام شد که کلیه‌های این هنرمند از کار افتاده‌است.»

## بزرگداشت

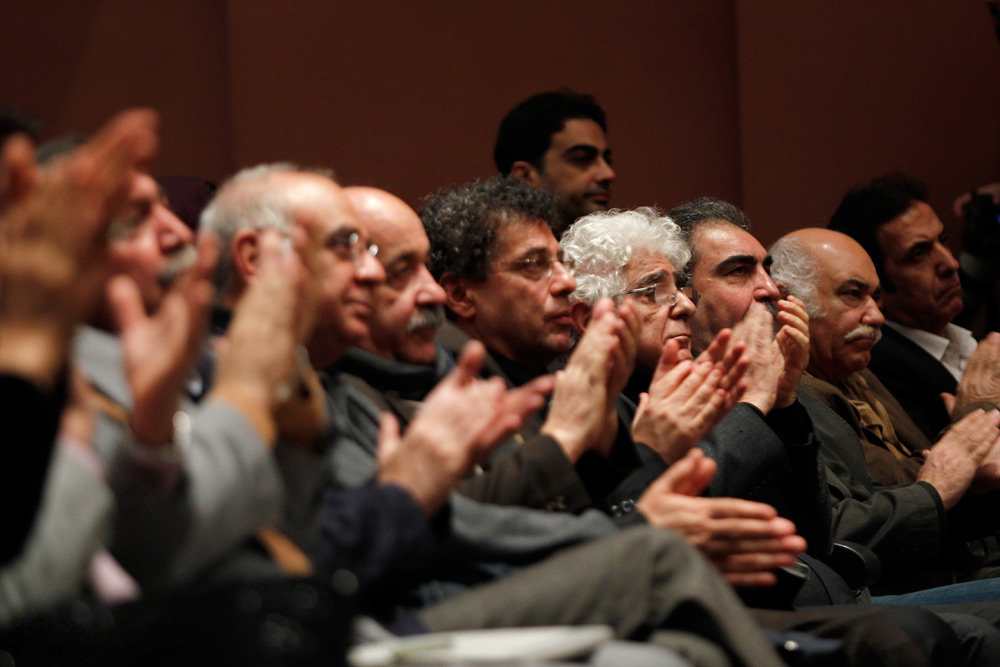
یادبود مرحوم گورگن موسسیان

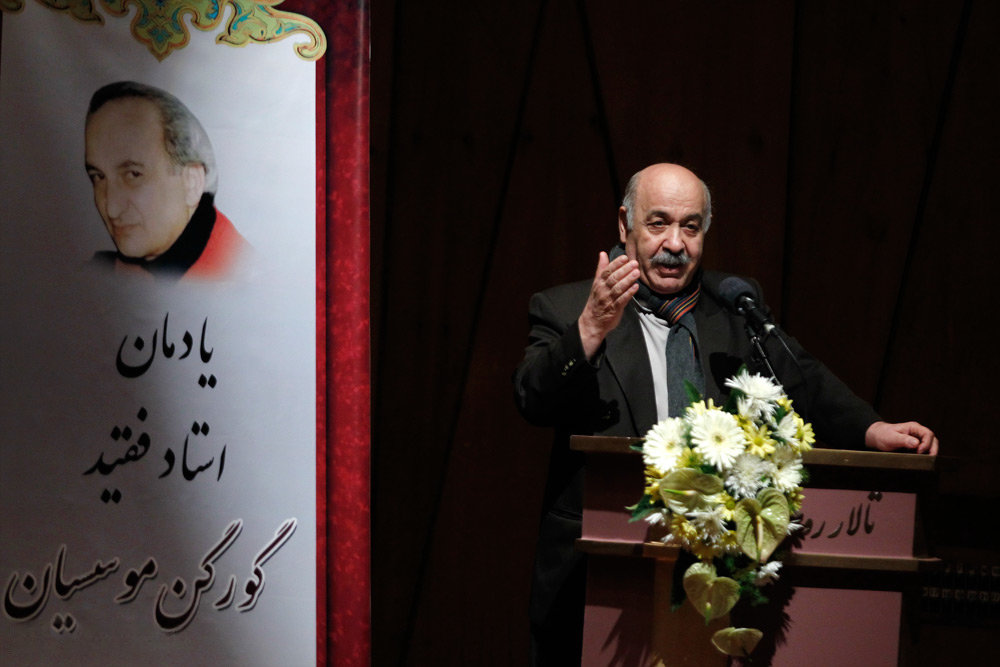
یادبود مرحوم گورگن موسسیان

مراسم بزرگداشت و یادبود گورگن موسسیان در روز سه شنبه ۴ آذر ۱۳۹۳ با حضور هنرمندان در سالن رودکی تهران برگزار شد. در این مراسم گروه کر به سرپرستی علیرضا شفقی‌نژاد به اجرای قطعاتی به یاد گورگن موسسیان پرداخت. وارطان ساهاکیان، موسیقیدان در این مراسم گفت: 
«موسسیان سال‌ها برای موسیقی کرال زحمت کشید. آشنایی ما به ۲۷ سال قبل برمی گردد. او در راه اندازی گروه‌های کر چون «سوان»، «دانشگاه هنر»، «دانشگاه تهران» و «کر ارکستر سمفونیک» تلاش زیادی کرد.»

## آثار
گورگن موسسیان با تلاش و جدیت فراوان در جهت ماندگاری ملودی‌های فولکلوریک ایرانی و با ارتباطی که با سرگئی آقاجانیان، آهنگساز و ایران‌شناسی که در ۲۲ سالگی از ایران به ارمنستان مهاجرت کرده بود، داشت، توانست با پیگیری‌های مستمر سفارش تنظیم آثار بسیار ارزشمندی را از آهنگ‌های فولکلور ایران توسط معاونت وقت هنری وزارت فرهنگ و ارشاد اسلامی، علی مرادخانی دریافت دارد، این قطعات جزء تنظیمات بسیار فنی و آکادمیکی هستند که برای گروه کر نوشته شده‌اند.

## جوایز و افتخارات
وی در سال ۱۹۹۹ (۱۳۷۸) به پاس تلاش‌های ارزنده و خدمات شایسته‌ای که در بیش از از دو دهه فعالیت برای اعتلای موسیقی ایران داشت، موفق به دریافت لوح تقدیر از سوی وزارت فرهنگ و ارشاد اسلامی گشت.

## برای مطالعهٔ بیشتر
- علیرضا سعیدی (۴ آذر ۱۳۹۳). «بزرگداشت مردی که در ایران به آرزویش رسید/ آهنگسازی تلخ با قلبی بزرگ». خبرگزاری مهر.
- «بزرگداشت گورگن موسسیان در کلیسای مریم مقدس و سالن کومیتاس». آلیک‌آنلاین. ۲۵ دی ۱۳۹۳. بایگانی‌شده از اصلی در ۲۳ فوریه ۲۰۲۰.
- «گروه کر فیلارمونیک تهران به یاد گورگن موسسیان می‌خواند». آلیک‌آنلاین. ۲۵ دی ۱۳۹۳. بایگانی‌شده از اصلی در ۲۳ فوریه ۲۰۲۰.
- «بزرگداشت گورگن موسسیان در رودکی». بانی فیلم. ۵ بهمن ۱۳۹۳.[پیوند مرده]
- «ارکستر سمفونیک تهران». بایگانی‌شده از اصلی در ۲۳ دسامبر ۲۰۱۴.